# Tillandsia kalmbacheri
Tillandsia kalmbacheri är en gräsväxtart som beskrevs av Eizi Matuda. Tillandsia kalmbacheri ingår i släktet Tillandsia och familjen Bromeliaceae. Inga underarter finns listade i Catalogue of Life.